# Заря (Тихорецкий район)
Заря — упразднённый хутор в Тихорецком районе Краснодарского края России. Находился на территории современного Братского сельского поселения. Основано латышами.
На современных картах обозначено как урочище; сохранилось кладбище..

## География
Находился на степной Кубано-Приазовской равнине в северо-восточной части края, у реки Сосыка, возле селения Латыши. Возле Зари высотная отметка в 80 метров

## История
Создан под Новоясенской станицей в конце XIX века (официально в 1882 году) латышскими крестьянами-колонистами как хутор Блазма. В переводе с латышского — Заря. Рядом появился  х.Латышский (позже переименованный в Лвтыши).
К 1926 году входил в Ново-Ясенский сельсовет Старо-Минского района Донского округа Северо-Кавказского края.
После 1937—1938 гг. большинство поселенцев репрессировали, оставшиеся — выехали сами.
Упразднён к 1985 году.

## Инфраструктура
Жители занимались земледелием.
В 1920-х для обмолота пшеницы применялись передовые молотилка и локомобиль.

## Транспорт
Просёлочные дороги.